# Guettarda dictyophylla
Guettarda dictyophylla är en måreväxtart som beskrevs av Ignatz Urban. Guettarda dictyophylla ingår i släktet Guettarda och familjen måreväxter.
Artens utbredningsområde är Haiti. Inga underarter finns listade i Catalogue of Life.